# 바네사 헤슬러
바네사 헤슬러(Vanessa Hessler, 1988년 1월 21일 - )는 이탈리아의 모델, 배우이다. 15세 때부터 모델 생활을 시작하였으며, 주로 이탈리아와 독일 등지에서 많이 활동하고 있다.

## 약력
바네사 헤슬러는 미국인 아버지(존)와 이탈리아인 어머니(가브리엘라) 사이에서 태어났다. 로마에서 태어나 8세 때까지 지내다가 부친의 고향인 미국의 워싱턴 DC로 이사하였다. 2002년 이탈리아로 돌아와 모델 활동을 시작하였다. 바네사 헤슬러는 이탈리아어, 프랑스어, 영어 등을 구사할 줄 안다. 리비아의 독재자 무아마르 카다피의 셋째 아들인 무타심 카다피와 4년간 열애하였다. 그러나 무타심 카다피와의 열애를 밝힌데다가 카다피일가를 옹호하는 발언을 하자 그녀를 회사 모델로 고용하고 있던 독일의 텔레포니카사 로부터 해고당하였다.